# Herrenknecht
La Herrenknecht AG è un costruttore tedesco di TBM. La sede è a Schwanau-Allmannsweier vicino a Lahr nel Baden-Württemberg. Due terzi dei dipendenti, 5.000, vi lavorano, dove vengono assemblate le macchine idro- e elettromeccaniche e spedite nel mondo. Circa 850 dipendenti sono in Cina.

## Storia
L'azienda venne fondata nel 1977 da Martin Herrenknecht come Herrenknecht GmbH. Nel 1992 venne aperta la filiale negli USA. Nel 1998 la società diventa società per azioni. La pianificazione della quotazione in Borsa nel 2000 si è fermata a causa del mercato rialzista e mercato ribassista. Un nuovo settore in cui si cimenta l'azienda è il geotermico.
Nel 2015 Martin Herrenknecht ha ceduto il controllo della società alla fondazione di famiglia. Nel 2018 rassegna le dimissioni dal controllo della società e da un ruolo di controllo al figlio.
Il fatturato di 1,27 miliardi di Euro nel 2016 segna un nuovo record.

## Prodotti

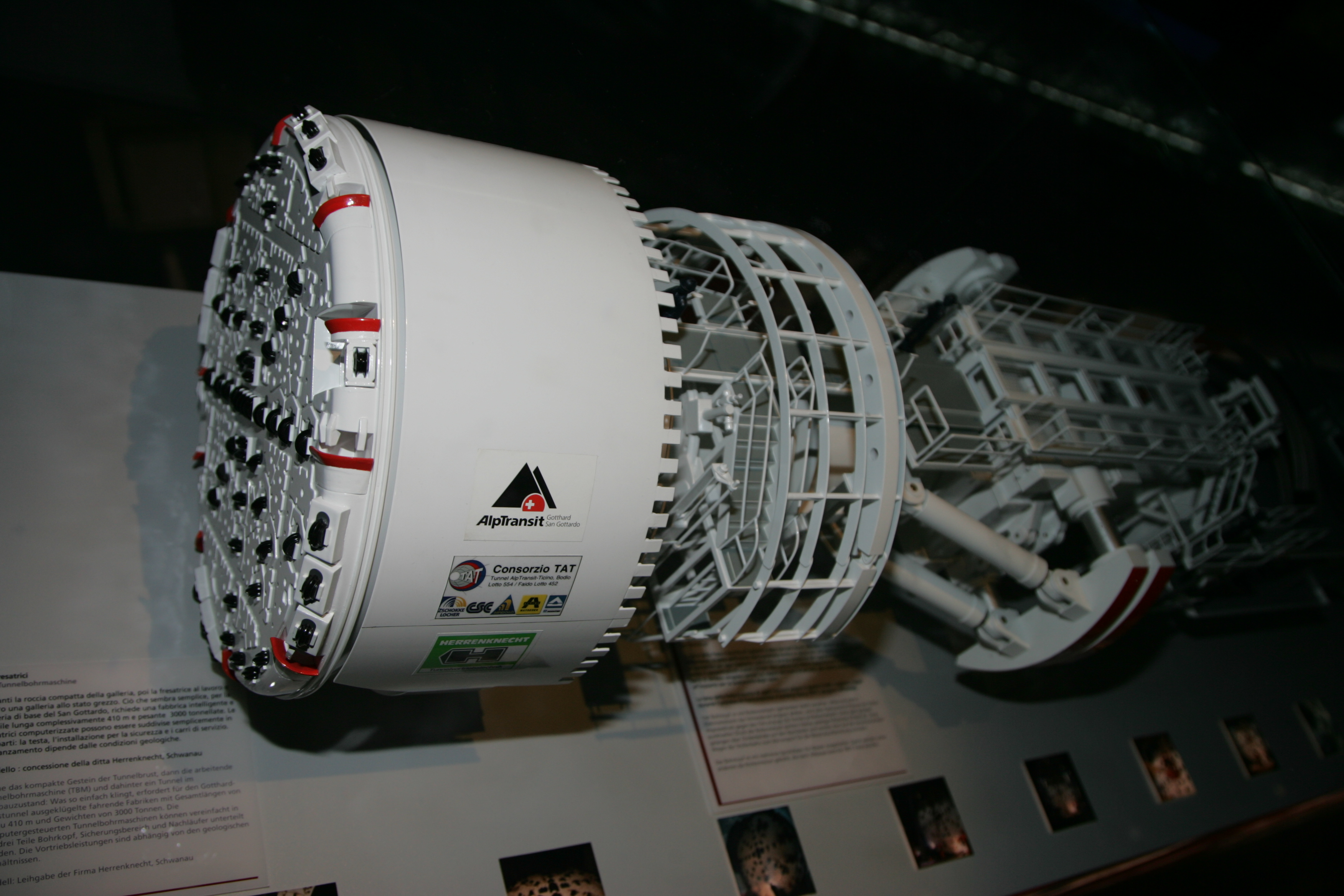
Modello in scala della TBM Herrenknecht che ha realizzato la galleria di base del San Gottardo

La società costruisce TBM ovvero frese meccaniche a piena sezione. Costruisce apparati completi utilizzati in grandi opere infrastrutturali come la galleria di base del San Gottardo come la TRUDE, per il tunnel dell'Elba. Altri prodotti sono micromacchine per canali. Le frese vanno da un diametro minimo di 10 centimetri fino a 19 metri.
Esiste l’Herrenknecht Service per il project management delle opere così come un parco macchine dell'usato e del leasing.
Dal 2005 esiste la società Herrenknecht Vertical per la costruzione di perforatrici verticali fino a 8000 metri di profondità per gas naturale e petrolio piazzate onshore e offshore, così come per la ricerca Geotermica.

## Progetti
La Herrenknecht esporta e installa in tutto il mondo. All'estero la Cina rappresenta un importante mercato per lo sviluppo dei trasporti su rotaia tra le metropoli. A fine 2016 oltre 240 TBM Herrenknecht sono presenti in 25 città cinesi per metropolitane in costruzione.
Negli anni 2000 vengono usate frese per la galleria di base del San Gottardo, con due tunnel sotto due chilometri di roccia alpina.

## Attività nel sociale
Herrenknecht finanzia sportivi come Carolin Schäfer o David Storl. Oltre a opere caritatevoli come per la Freiburger Förderverein für krebskranke Kinder, Aktion Deutschland Hilft, Medici senza frontiere, Karlheinz Böhm Äthiopienhilfe Menschen für Menschen e altre.

## Film
- Der Tunnelbohrer Herrenknecht – Weltmarktführer aus Baden. Documentario, Germania, 2014, 29 Min., libro e regia: Joachim Auch, Produzione: SWR, Serie: made in Südwest, edito: 8. Januar 2015 dalla SWR, Inhaltsangabe della ARD, online-Video della SWR.
- Die Tunnelbauer: Ein deutscher Bohrer für die französische Eisenbahn. Documentario, Germania, 2013, 29:14 Min., libro e regia: Michael Hertle, Produzione: SWR, Serie: Schlaglicht, edizione: 26. Februar 2013 della SWR, Inhaltsangabe della ARD.